# Ingeborg Magnusdotter di Svezia
Ingeborg Magnusdotter di Svezia (1277 – 5 aprile o 15 agosto 1319) è stata una regina danese, figlia del re svedese Magnus III e moglie di Eric VI di Danimarca.

## Biografia
Ingeborg era figlia di Magnus III re di Svezia e di Edvige di Holstein. Nel 1288 venne promessa in sposa a Eric VI Menved di Danimarca e il matrimonio ebbe luogo a Helsingborg nel 1296. Questa unione faceva parte di una politica dinastica più ampia: il fratello di Ingeborg, Birger di Svezia, sposò infatti la sorella di Eric, Marta. A causa della parentela fu necessario attendere la dispensa fino al 1297, che tardava ad arrivare anche per il conflitto tra Eric e l'arcivescovo di Lund Jens Grand.
Si ritiene che Ingeborg non abbia svolto alcun ruolo politico come regina consorte. In ogni caso rese possibile l'alleanza tra Eric e il proprio fratello Birger durante i conflitti dinastici in Svezia. Nel 1306 infatti, dopo gli Håtunaleken (un conflitto tra Birger e i fratelli Erik e Valdemar), il figlio del re svedese venne accolto in Danimarca, e più tardi gli stessi Birger e Marta trovarono asilo dopo il Banchetto di Nyköping del 1317.
Ingeborg ebbe numerosi figli (le fonti attestano un numero tra otto e quattordici) che morirono durante l'infanzia o nacquero già morti. Solo nel 1318 riuscì ad avere un figlio vivo, di cui non si conosce il nome e che di lì a poco morì in circostante tragiche. Ingeborg lo presentò al pubblico dalla propria carrozza, ma nel sollevarlo perse la presa e il bambino cadde e si ruppe il collo, morendo. Dopo questo evento, Ingeborg entrò al conventi di Santa Chiara a Roskilde. Secondo una leggenda fu suo marito a costringerla al chiostro, accusandola della morte del figlio, ma secondo altri la causa fu il dolore per la perdita dei fratelli Erik e Valdemar, morti in prigione. 
Dopo aver predetto la propria morte, del suo sposo e dell'arcivescovo, Ingeborg morì nel 1319, di lì a poco seguita da Eric.